# Picos

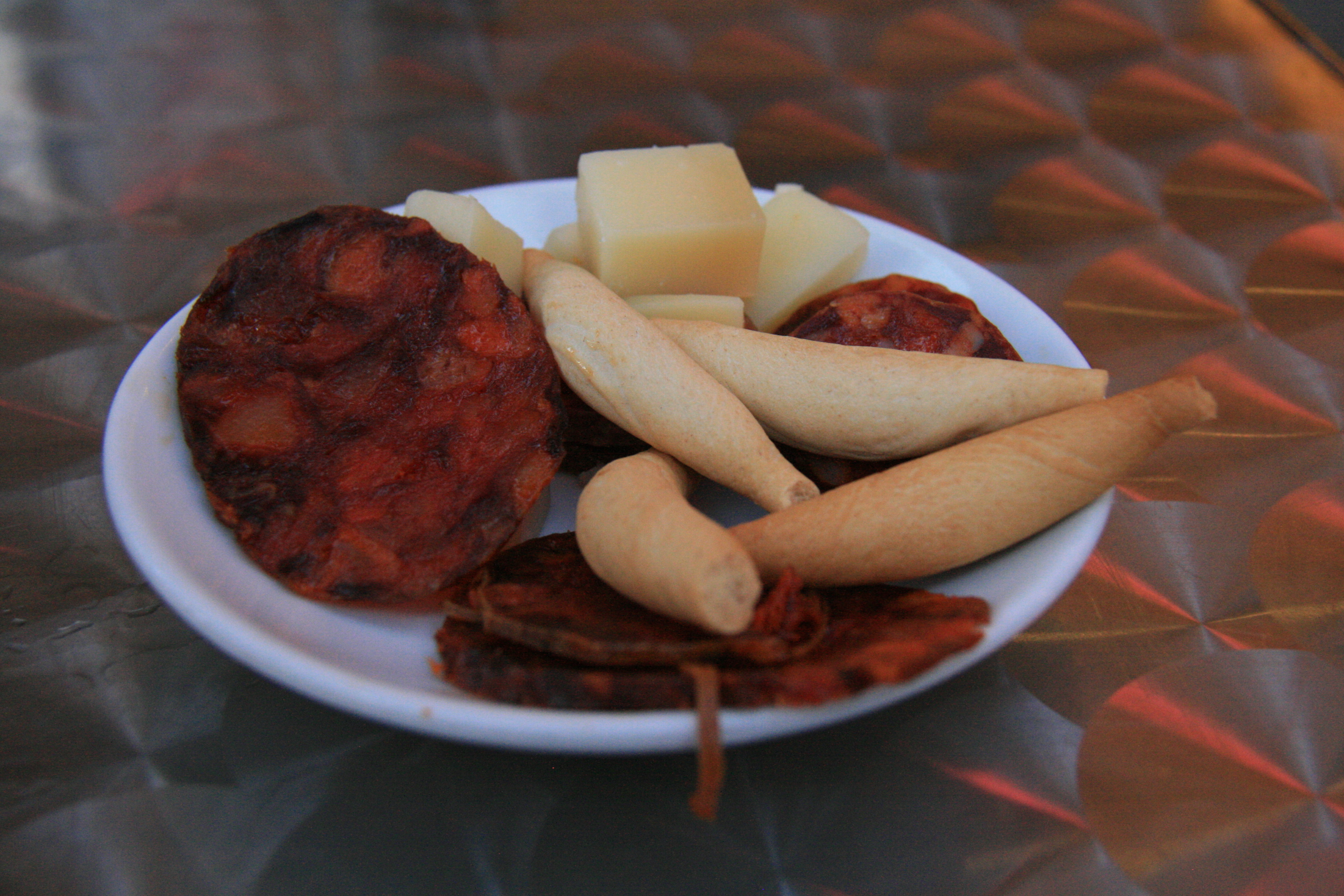
Los picos acompañan las tapas.

Los picos son unos panecillos crujientes típicos en la cocina andaluza. Esta especie de pan con textura crujiente suele servirse frecuentemente como acompañamiento en ciertas tapas de jamón, así como de otros fiambres.

## Historia
Existen evidencias de que se inventaron en Jerez de la Frontera a mediados del siglo XX.

## Características
Se trata de palitos de pan con bajo contenido de agua en su interior. Debido a esto la consistencia dura de su interior que se asemeja bastante a la de los biscotes (o Hardtack). Esta ausencia de humedad interior permite que se puedan conservar durante largos periodos de tiempo. Los ingredientes para su elaboración son la harina de trigo, el agua, la levadura y la sal. Suele añadirse a la masa una grasa, generalmente de origen vegetal. Algunas masas de picos tienen en su masa una cierta cantidad de ajo.